# سيلفي 2 (مسلسل)
سيلفي 2 هو مسلسل تلفزيوني كوميدي سعودي عرض في رمضان عام 2016 على قناة إم بي سي، سيلفي 2 هو الجزء الثاني لمسلسل سيلفي الذي عُرض عام 2015 وحقق نسبة مشاهدة عالية في الوطن العربي وخصوصًا الخليج.
يتناول المسلسل العديد من القضايا الاجتماعية الخليجية خاصة والعربية عامة ولكن بشكل أكثر جرأة عن الجزء الأول، وفي صورة ساخرة مما يحدث، مع محاولة وضع حل لتلك القضايا، كذلك يعاود المسلسل تناول قضية الإرهاب والتنظيمات المتطرفة في الوطن العربي.
أُخرج المسلسل من أوس الشرقي،

## بطولة
- ناصر القصبي
- حبيب الحبيب
- عبد الإله السناني
- يوسف الجراح،
- بشير الغنيم،
- أسعد الزهراني،
- محمد الطويان،
- ريماس منصور،
- ريم عبد الله،
- هيا الشعيبي
- طارق الحربي
- يوسف اليوسف
- علي المدفع
- حمد المزيني
- ناصر الربيعان
- طارق العلي
- عبد الله السناني
- عبد المحسن النمر
- عبد العزيز السكيرين
- أحمد العبيد
- علي الدويان
- شافي الحارثي
- سامي حازم
- عبدالله عسيري
- عبد الله الزهراني
- سارة العلي
- وجنات الرهبيني
- مريم الغامدي
- سناء بكر يونس
- أغادير السعيد
- فاطمة جاسم
- محمد غباشي
- وعد (مغنية)
- زارا البلوشي
- شيماء سبت
- طارق النفيسي
- شعيفان محمد
- عبد المجيد الرهيدي
- ذياب الجاسر
- خالد صقر
- احمد الجشي
- دارين البايض
- قمر الترك
- يامور
- شانون ماهر
- نور الكويتية
- غصون الطحان